# Francesco Tamagno
Francesco Tamagno (28. prosince 1850 Turín – 31. srpna 1905 Varese) byl italský operní pěvec, jeden z nejslavnějších tenoristů konce 19. století. Proslul svým silným hlasem s velkým rozsahem a přesným frázováním. Byl prvním představitelem Othella ve stejnojmenné opeře Giuseppe Verdiho.

## Životopis
Innocenzo Francesco Tamagno se narodil v početné rodině, z patnácti dětí však zůstala naživu jen jedna dcera a čtyři synové. Otec měl na předměstí Turína malou hospodu, ale rodina žila velmi skromně. Otec měl zálibu ve zpěvu a podporoval v tom i své syny, kteří působili jako sboristé v místním kostele. Dva z nich, Francesco a Domenico, pokračovali ve studiu zpěvu na Liceo Musicale (dnešní konzervatoř).
Již během studia získal Francesco v roce 1870 příležitost projevit svůj talent, když vystoupil s úspěchem v místním divadle v malé roli za nemocného pěvce. V roce 1873 ukončil studia a absolvoval povinnou vojenskou službu. Uzavřel svou první profesionální smlouvu pro divadlo v Palermu, kde v lednu 1874 debutoval jako Riccardo ve Verdiho Maškarním plese. Po úspěšných vystoupeních v divadlech v Benátkách, Rovigu a Barceloně dostal v roce 1877 nabídku z divadla La Scala v Miláně. Zlom v kariéře mu přinesla hlavní role v opeře Don Carlos, která byla uvedena v roce 1878 ke stému výročí této scény. Začal být pokládán za nejlepšího tenoristu Itálie, hostoval často i v zahraničí, hlavně v Argentině. V roce 1885 koupil velkou vilu ve městě Varese nedaleko Milána, které se podle jména jediné dcery říká vila Margherita. Prožil v ní i poslední léta svého života.
Jeho nejslavnější rolí byl Othello ve stejnojmenné opeře Giuseppe Verdiho. Po premiéře, která se konala 5. února 1887 v divadle La Scala, jeho mezinárodní věhlas ještě vzrostl. Othella zpíval v nejen v mnoha italských a evropských městech, ale i v zámoří. Koncertoval v Anglii, Španělsku, Rusku, USA. Celkem hrál ve 26 zemích světa. Populární byl hlavně v Jižní Americe, kam se pravidelně vracel. Vedle Othella, který byl základem jeho repertoáru, zpíval i další role typické pro jeho hrdinný tenor, mj. Manrika v Trubadúrovi, Arnolda ve Vilému Tellovi, Radama v Aidě. Velké úspěchy slavil v titulní úloze opery Andrea Chénier od Umberta Giordana.
Z důvodu chronického srdečního onemocnění začal od roku 1898 veřejná vystoupení omezovat a stále více pobýval ve Varese se svou dcerou. V roce 1901 vystoupil na koncertě, který se konal v milánské La Scale na počest nedávno zesnulého Giuseppe Verdiho. S operní scénou se rozloučil v roce 1903 rolí Othella na Slavnostním představení v Římě věnovaném císaři Vilému II. V letech 1903–1904 Tamagno natočil na gramofonové desky několik nahrávek s doprovodem klavíru.
Počátkem roku 1905 se jeho zdravotní stav zhoršil a dne 31. srpna 1905 Francesco Tamagno na následky anginy pectoris zemřel. Pochován je kamenném mauzoleu na hřbitově v Turíně.